# Il tempo vola 2002-2020
Il tempo vola 2002-2020 è la prima raccolta del rapper italiano Fabri Fibra, pubblicata il 25 ottobre 2019 dalla Island Records.

## Descrizione
Contiene una selezione tra i singoli di maggior successo del rapper di Senigallia e altri brani incisi tra il 2002 (anno di inizio della sua carriera da artista solista) al 2017 suddivisa in due CD, con l'aggiunta di due inediti realizzati per l'occasione: Come mai, che vede il featuring di Franco126, e Lascia un segno, con la partecipazione di Ernia e Rkomi. In esso è presente anche un terzo CD con cinque brani realizzati durante le registrazioni di Squallor e Fenomeno, ma rimasti inediti. Gli stessi sono stati pubblicati in un 12" a parte intitolato Outtakes.
Oltre all'edizione standard, il rapper ha pubblicato anche una versione deluxe comprensiva di un VHS con il video musicale di Applausi per Fibra e l'edizione CD di Squallor Live e una Singles Box composta da 19 singoli, con ulteriori b-side presenti o meno nell'edizione standard.

## Tracce
Testi di Fabrizio Tarducci, eccetto dove indicato.

### Edizione standard
CD 1
1. Come mai (con Franco126) – 3:26 (testo: Fabrizio Tarducci, Edoardo D'Erme, Federico Bertollini – musica: Dario Faini)
2. Lascia un segno (con Ernia & Rkomi) – 2:39 (testo: Fabrizio Tarducci, Matteo Professione, Mirko Martorana – musica: Luca Pace)
3. Fenomeno – 3:19 (musica: Alessandro Merli, Fabio Clemente)
4. Vip in Trip – 3:57 (musica: Michele Canova Iorfida)
5. Mal di stomaco – 3:29 (musica: Francesco Tarducci, Massimiliano Dagani)
6. In Italia (con Gianna Nannini) – 3:29 (musica: Massimiliano Dagani, Luca Porzio, Enrico Caruso)
7. Su le mani – 3:55
8. Come Vasco – 2:35 (musica: Raymond Martin)
9. Incomprensioni (con Federico Zampaglione) – 4:26
10. Stavo pensando a te – 4:23 (musica: Massimiliano Dagani, Mario Fracchiolla)
11. Le donne – 3:32 (musica: Adam Deitch, Eric Krasno)
12. Speak English – 4:02
13. La soluzione – 3:59 (musica: Stefano Breda)
14. Pronti, partenza, via! – 3:42 (musica: Fabrizio Tarducci, Michele Canova Iorfida)
15. Chimica Brother (Rapstar) – 4:07
16. Bisogna scrivere – 3:04
17. Luna piena – 3:58

CD 2
1. Rap in vena – 3:48
2. Bugiardo – 4:06 (musica: Massimiliano Dagani, Luca Porzio, Enrico Caruso)
3. Applausi per Fibra – 4:01 (musica: Massimiliano Dagani, Luca Porzio, Enrico Caruso)
4. Vaffan***o scemo (Yazee Remix con Nitro) – 3:13
5. Pamplona (con Thegiornalisti) – 3:43 (testo: Fabrizio Tarducci, Davide Petrella – musica: Dario Faini, Vanni Casagrande)
6. Tranne te – 4:00 (musica: Remi Tobbal, Steve Fraschini, Guillaume Silvestri)
7. Cronico – 3:37 (musica: Demacio Castellon, Mike Turco)
8. Il rap nel mio paese – 4:36 (musica: Rosario Castagnola)
9. Non fare la puttana – 3:14 (musica: Francesco Tarducci)
10. La pula bussò 2016 (con Gemitaiz) – 2:31
11. Panico (con Neffa) – 4:13 (testo: Fabrizio Tarducci, Giovanni Pellino – musica: Giovanni Pellino)
12. Dalla A alla Z – 2:47 (musica: Giovanni Pellino)
13. Prima che sia domani (con Al Castellana) – 5:09
14. Money for Dope 2017 – 4:21
15. Idee stupide (con Diego Mancino) – 4:21 (musica: Luca Porzio, Enrico Caruso)
16. Alla fine di tutto questo – 4:28
17. Il tempo vola – 4:34

CD 3
1. Mai smesso – 3:49
2. Quentin Tarantino (con Side Baby) – 2:46
3. Nel bene o nel male – 3:01 (musica: Alessandro Merli, Fabio Clemente)
4. Cane mangia cane – 3:57
5. Fenomeno (Early Demo) – 2:44

### Singles Box
- Dalla A alla zeta

1. Dalla A alla zeta – 2:50 (musica: Giovanni Pellino)
2. Di fretta – 3:49 (musica: Giovanni Pellino)

- Applausi per Fibra

1. Applausi per Fibra – 4:03 (musica: Massimiliano Dagani, Luca Porzio, Enrico Caruso)
2. Ah Yeah Mr. Simpatia – 2:59 (musica: Massimiliano Dagani, Luca Porzio, Enrico Caruso)

- Mal di stomaco

1. Mal di stomaco – 3:30 (musica: Francesco Tarducci, Massimiliano Dagani)
2. La pula bussò – 4:05 (testo: Fabrizio Tarducci, Daniele Pace, Oscar Avogadro – musica: Massimiliano Dagani, Mauro Lavezzi)

- Idee stupide

1. Idee stupide (feat. Diego Mancino) – 4:25 (musica: Luca Porzio, Enrico Caruso)
2. Idee stupide (A volte Early Demo) – 4:00 (musica: Luca Porzio, Enrico Caruso)

- Bugiardo

1. Bugiardo – 3:35 (musica: Massimiliano Dagani, Luca Porzio, Enrico Caruso)
2. Questo è il nuovo singolo – 3:28 (musica: Remi Tobbal, Steve Fraschini, Guillaume Silvestri)

- La soluzione

1. La soluzione – 4:00 (musica: Stefano Breda)
2. Hip hop – 3:40 (musica: Remi Tobbal, Steve Fraschini, Guillaume Silvestri)

- In Italia

1. In Italia (feat. Gianna Nannini) – 3:30 (musica: Massimiliano Dagani, Luca Porzio, Enrico Caruso)
2. In Italia (Original Version) – 3:43 (musica: Massimiliano Dagani, Luca Porzio, Enrico Caruso)

- Vip in Trip

1. Vip in Trip – 3:59 (musica: Michele Canova Iorfida)
2. Qualcuno normale (feat. Marracash) – 3:21 (testo: Fabrizio Tarducci, Fabio Rizzo – musica: Michele Canova Iorfida)

- Tranne te

1. Tranne te – 4:01 (musica: Remi Tobbal, Steve Fraschini, Guillaume Silvestri)
2. Tranne te Extra Remix (feat. Dargen D'Amico, Marracash) – 3:31 (testo: Fabrizio Tarducci, Fabio Rizzo, Jacopo D'Amico – musica: Remi Tobbal, Steve Fraschini, Guillaume Silvestri)

- Le donne

1. Le donne – 3:33 (musica: Adam Deitch, Eric Krasno)
2. Le donne RMX (Fabri Fibra vs. Roofio) – 3:50 (musica: Adam Deitch, Eric Krasno)

- Pronti, partenza, via!

1. Pronti, partenza, via! – 3:44 (musica: Fabrizio Tarducci, Michele Canova Iorfida)
2. Parole in fumo – 3:56 (musica: Adam Deitch, Eric Krasno)

- Ring Ring

1. Ring Ring – 3:14 (musica: Leon Price, Hayden Chapman, Greg Bonnick)
2. Come Totti – 3:52 (musica: Remi Tobbal, Guillaume Silvestri)

- Panico

1. Panico (feat. Neffa) – 4:13 (testo: Fabrizio Tarducci, Giovanni Pellino – musica: Giovanni Pellino)
2. La fretta/Di fretta/Dalla A alla Z (Live) – 6:57 (musica: Luca Porzio, Giovanni Pellino)

- Il rap nel mio paese

1. Il rap nel mio paese – 4:37 (musica: Rosario Castagnola)
2. Come Vasco – 2:35 (musica: Raymond Martin)

- Lo sto facendo

1. Lo sto facendo – 3:35 (musica: Ron Feemster)
2. Lo sto facendo (Live) – 3:57 (musica: Ron Feemster)

- Fenomeno

1. Fenomeno – 3:21 (musica: Alessandro Merli, Fabio Clemente)
2. Fenomeno (Early Demo) – 2:45 (musica: Alessandro Merli, Fabio Clemente)

- Pamplona

1. Pamplona (feat. Thegiornalisti) – 3:44 (testo: Fabrizio Tarducci, Davide Petrella – musica: Dario Faini, Vanni Casagrande)
2. Cronico – 3:37 (musica: Demacio Castellon, Mike Turco)

- Stavo pensando a te

1. Stavo pensando a te – 4:24 (musica: Massimiliano Dagani, Mario Fracchiolla)
2. Stavo pensando a te (feat. Tiziano Ferro) – 4:24 (musica: Massimiliano Dagani, Mario Fracchiolla)

- Come mai

1. Come mai (feat. Franco126) – 3:28 (testo: Fabrizio Tarducci, Edoardo D'Erme, Federico Bertollini – musica: Dario Faini)
2. Lascia un segno (feat. Ernia & Rkomi) – 2:39 (testo: Fabrizio Tarducci, Matteo Professione, Mirko Martorana – musica: Luca Pace)

## Classifiche
| Classifica (2019) | Posizione massima |
| ----------------- | ----------------- |
| Italia            | 4                 |